# Europäische Stiftung für Urologie
Die EFU – Europäische Stiftung für Urologie (engl. European Foundation for Urology) ist eine gemeinnützige rechtsfähige Stiftung des bürgerlichen Rechts. Seit ihrer Gründung im Jahr 2005 ist die Stiftung in Heidelberg angesiedelt.

## Stiftungszweck
Primäres Ziel der Stiftung ist die Unterstützung der urologisch spezialisierten medizinischen Weiterbildung von Ärzten aus der Dritten Welt und Schwellenländern. Hierbei werden einerseits entsprechende Fellowships vor Ort in Heidelberg gefördert. Gleichzeitig stellt die Stiftung ausgewählte Inhalte über das Internet in Form der Semi-Live App zur Verfügung, auf der kuratierte hochqualitative Beiträge zu urologischen Operationstechniken abgerufen werden können. In Ausnahmefällen unterstützt die Stiftung auch die Behandlung von (kleinen) Patienten mit komplexen heilbaren urologischen Erkrankungen, die sich eine notwendige Behandlung nicht aus eigenen Mitteln leisten können. Ein weiterer Stiftungszweck ist die uroonkologische Forschung.

## Stiftungsaktivitäten
Die Stiftung engagiert sich vor allem nachhaltig im Bereich der Fort- und Weiterbildung von Ärzten aus Schwellenländern und der Dritten Welt. So konnten Medizinern aus verschiedenen Ländern Afrikas, Asiens, Osteuropas und Südamerikas erfolgreiche Fellowships an der Urologischen Universitätsklinik Heidelberg und den von ihr durchgeführten Veranstaltungen ermöglicht werden.
Patienten, die auf Kosten der Stiftung erfolgreich behandelt wurden, kamen z. B. aus Kasachstan, Senegal und Kamerun. Im Vordergrund stand hierbei die rekonstruktive Chirurgie bei angeborenen oder erworbenen Fehlbildungen des unteren Harntrakts.
Im Bereich der uroonkologischen Forschung förderte die EFU ein transnationales Pilotprojekt zur onkologischen Präzisionstherapie von Patienten mit fortgeschrittenen urologischen Tumoren.

## Stiftungsvorstand
- Markus Hohenfellner
- Alexander Pahernik

## Kuratorium
- Bernd Leukert
- Günter Netzer
- Arndt Overlack
- Winfried Rothermel
- Bernd Schneidmüller
- Katrin Tönshoff